# بيتر بلاند
بيتر بلاند (بالإنجليزية: Peter Bland)‏ هو شاعر بريطاني، ولد في 12 مايو 1934 في سكاربورو في المملكة المتحدة.

## وصلات خارجية
- بيتر بلاند على موقع IMDb (الإنجليزية)
- بيتر بلاند على موقع قاعدة بيانات الفيلم (الإنجليزية)